# Merthyr Tydfil
Merthyr Tydfil (Welsh: Merthyr Tudful) is een stad en een unitaire autoriteit in het zuiden van Wales, met 60.000 inwoners. Merthyr Tydfil ligt in het historische graafschap Glamorgan en het behouden graafschap Mid Glamorgan.
In het nabijgelegen mijndorp Aberfan vielen op 21 oktober 1966 144 doden onder wie 116 schoolkinderen, toen een afvalberg begon te schuiven en het dorp voor een groot deel bedolf.

## Geboren
- Micky Jones (1946-2010), rockgitarist
- Barrie Bates (1969), darter
- Mark Pembridge (1970), voetballer
- Richard Harrington (1975), acteur
- Ian Watkins (1977), zanger
- Declan John (1995), voetballer
- The Blackout (2003), Post-Hardcore band